# Nowa Kuźnia (Polkowice)
Pour les articles homonymes, voir Nowa Kuźnia.
Nowa Kuźnia est une localité polonaise de la gmina de Radwanice, située dans le powiat de Polkowice en voïvodie de Basse-Silésie.

## Histoire
De 1742 à 1945, Neuhammer fait partie de l'arrondissement de Glogau dans le district de Liegnitz au sein de la province de Silésie.